# Cotalpa ashleyae
Cotalpa ashleyae är en skalbaggsart som beskrevs av La Rue 1986. Cotalpa ashleyae ingår i släktet Cotalpa och familjen Rutelidae. Inga underarter finns listade i Catalogue of Life.